# Malthe Engelsted

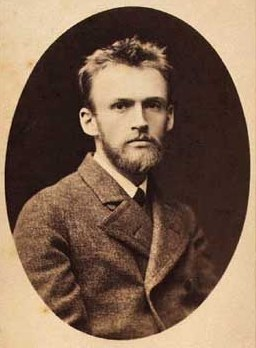
Malthe Engelsted, 1876.

Malthe Odin Engelsted, född den 8 augusti 1852 i Nivå, död den 21 december 1930 i Faxe Ladeplads, var en dansk målare.
Engelsted var en av stiftarna av Den Frie Udstilling i Köpenhamn. Han debuterade 1891 som genremålare och framträdde senare som etsare. Engelsted målade också porträtt, landskap och religiösa bilder.